# Municipio de Mastodon
El municipio de Mastodon (en inglés: Mastodon Township) es un municipio ubicado en el condado de Iron en el estado estadounidense de Míchigan. 

## Geografía
El municipio de Mastodon se encuentra ubicado en las coordenadas 46°1′19″N 88°16′53″O / 46.02194, -88.28139. Según la Oficina del Censo de los Estados Unidos, el municipio tiene una superficie total de 350.77 km², de la cual 327,64 km² corresponden a tierra firme y (6,59 %) 23,13 km² es agua.

## Demografía
Según el censo de 2010,había 656 personas residiendo en el municipio de Mastodon. La densidad de población era de 1,87 hab./km². De los 656 habitantes, el municipio de Mastodon estaba compuesto por el 98,93 % blancos, el 0,3 % eran amerindios, el 0,15 % eran asiáticos, el 0,15 % eran de otras razas y el 0,46 % eran de una mezcla de razas. Del total de la población el 0,91 % eran hispanos o latinos de cualquier raza.
Para el censo del año 2020, la población descendió a 576 habitantes, de los cuales 558 eran blancos, 1 amerindio, 4 asiáticos, 13 hispanos o latinos, 1 de otra raza y 12 de dos o más razas.